# Marc Navarro
Marc Navarro Ceciliano (ur. 2 lipca 1995 w Barcelonie) – hiszpański piłkarz występujący na pozycji obrońcy w klubie  Arka Gdynia.
W maju 2025 podpisał nowy kontrakt z Arką obowiązujący do 30 czerwca 2026. 